# (24999) Hieronymus
(24999) Hieronymus est un astéroïde de la ceinture principale.

## Description
(24999) Hieronymus est un astéroïde de la ceinture principale. Il fut découvert par Petr Pravec le 24 juillet 1998 à Ondrejov. Il présente une orbite caractérisée par un demi-grand axe de 2,55 UA, une excentricité de 0,177 et une inclinaison de 8,11° par rapport à l'écliptique.
Il fut nommé en hommage au peintre néerlandais Jérôme Bosch (v. 1450 – v. 1516), en latin Hieronymus Bosch, membre de l'Illustre confrérie de Notre-Dame.

## Compléments